# Décimo Júnio Bruto Albino
Décimo Júnio Bruto Albino (em latim: Decimus Junius Brutus Albinus, 81 a.C. — 43 a.C.) foi um general e político romano que conquistou a proximidade de Júlio César. Mais tarde, foi um dos conspiradores para o seu assassinato.
Segundo Suetônio, César teria sido avisado pelo adivinho Espurina, que lhe teria avisado do perigo, que não viveria depois dos idos de Março. Impressionado, César resolveu não sair de casa naquele dia. Diz-se, então, que seu amigo Décimo Albino Bruto (o filho adoptivo de César era Marcus) convenceu-o que um homem de seu porte não podia se submeter a previsões supersticiosas de um astrólogo. César entrou no senado rindo de Espurina, dizendo que ele era um falso profeta, pois os Idos de Março haviam chegado mas nada acontecera a ele, mas Espurina respondeu que era verdade que eles haviam chegado, mas eles ainda não haviam passado. Em pleno senado, que naquele dia se reunia na Cúria de Pompeu, César foi assassinado por Marco Júnio Bruto, que pensava que César seria o autor da desgraça de Roma.

## História
Décimo Bruto era primo distante de Júlio César. Ele passava a maior parte de seu tempo na companhia de Marco Antônio e de seu meio-irmão Públio Clódio Pulcro. Sua mãe, Semprônia, era esposa de Décimo Júnio Bruto, cônsul em 77 a.C.

### Durante as guerras

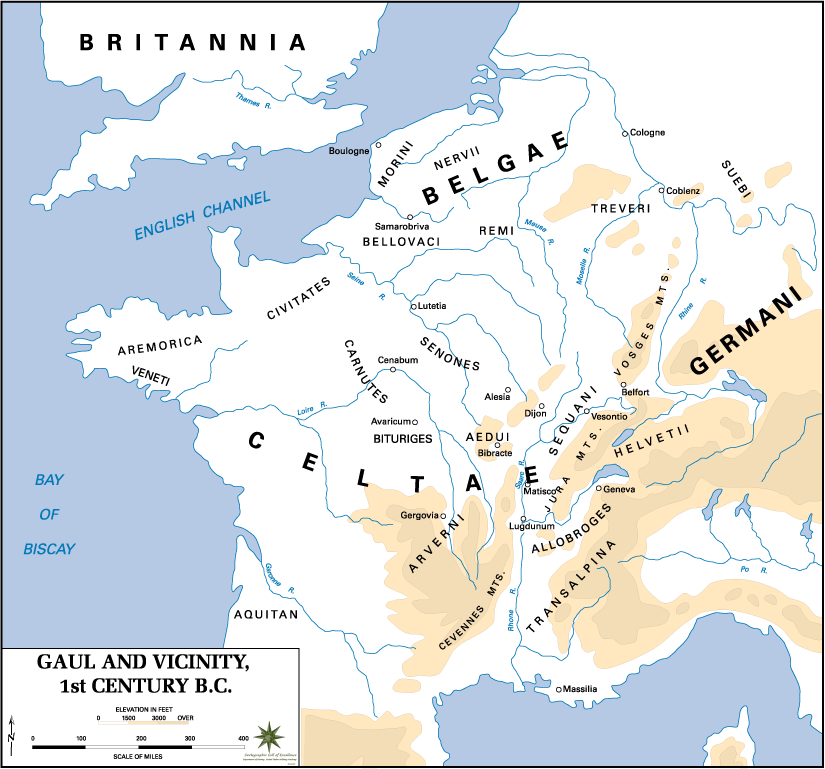
Gália à época do comando de Bruto

Décimo Bruto era um dos legados de Júlio César que, durante as Guerras Gálicas participou, entre muitos outros, no ataque aos vênetos, uma batalha naval decisiva, responsável pela destruição da frota naval e das fazendas de vênetos e unelos.
Quando Júlio César atravessa o Rubicão, dando assim início à guerra civil entre a sua facção política controlada por Pompeu Magno, Décimo Bruto o apoia e sobe assim na sua estima pessoal bem como na arena política romana.
A colónia grega de Massília (atual Marselha), dividida entre os comandos de Pompeu e César, era a base de entrada para a Hispânia, e foi cercada pelas tropas de Bruto, interceptando Pompeu, em uma batalha naval travada em Massília. Durante trinta dias, Bruto organizou as tropas romanas para a segurança da recém-capturada Massília.

### Idos de Março

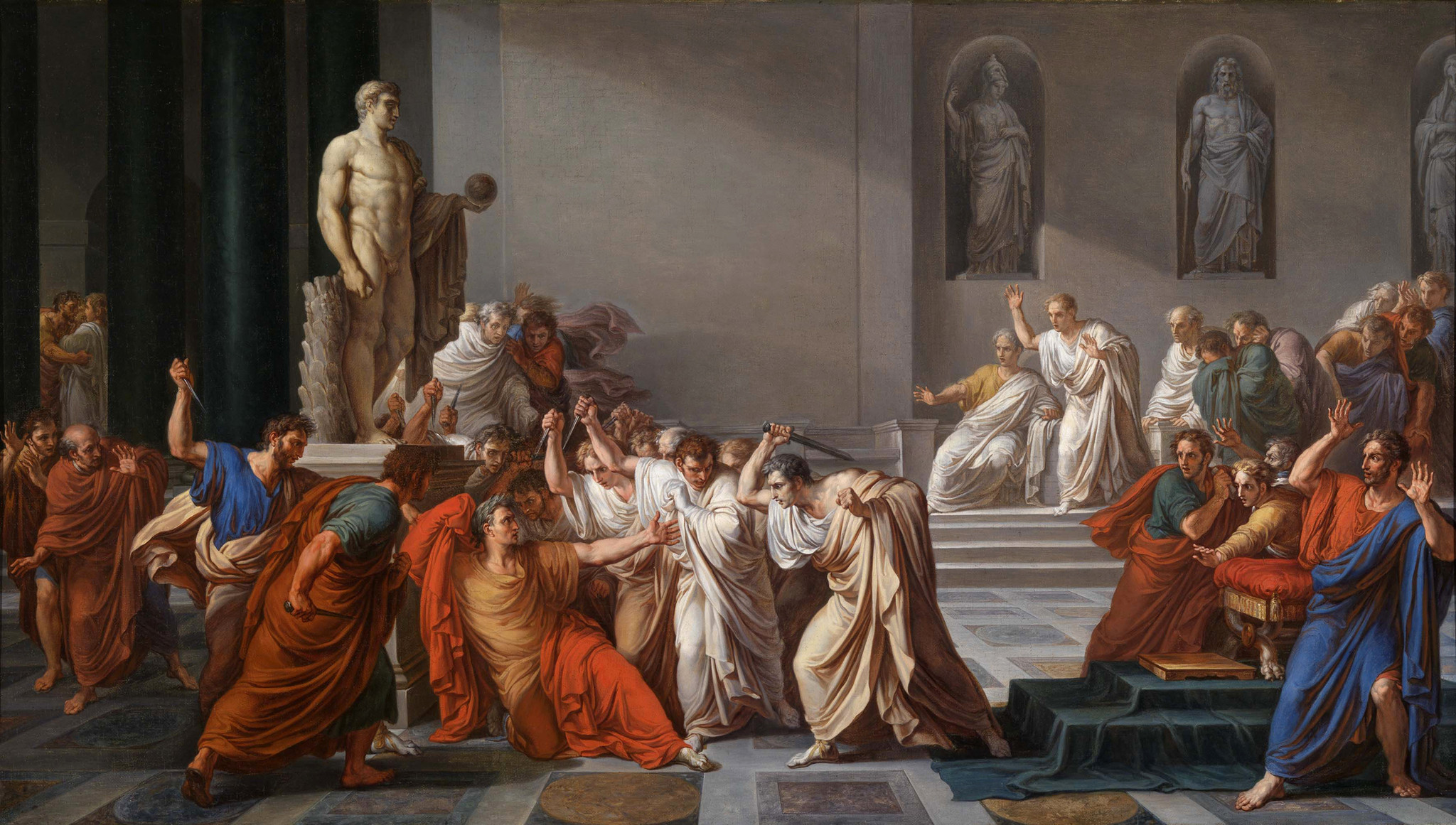
Morte de César,
por Vincenzo Camuccini, 1798, na Galeria Nacional de Arte Moderna e Contemporânea

Quando César retornou a Roma como ditador após a derrota da facção republicana na Batalha de Munda, nas planícies espanholas, Bruto entrou na conspiração contra o ditador, convencido e apoiado por Marco Bruto, apoiante de Pompeu na Batalha de Farsalos. César instaurou o ódio em Marco Bruto, que o culpava pelo assassínio de Pompeu e organizou a conspiração contra o ditador romano.
No ano de 45 a.C., César destinou Bruto ao cargo de governador da Gália Cisalpina, principal fonte agrícola e de pecuária do Império Romano. 
Nos Idos de Março, quando César decidiu não atender o senado romano a pedido de sua mulher, Bruto persuadiu César a não seguir as recomendações da esposa. Bruto levou César pela mão até o senado. Bruto reteve Marco Antônio fora do senado, porque ele era amigo de César e um homem robusto.
Décimo Bruto estava entre os herdeiros de Júlio César.